# Lucy D'Albert
Lucy D'Albert pseudonimo di Elena Lucy Johnson, a volte italianizzato in Lucia D'Alberti (Mosca, 30 settembre 1914 – Roma, 6 maggio 1984) è stata una soubrette, ballerina e attrice russa naturalizzata italiana.

## Biografia
Figlia del ballerino inglese Albert Johnson e dell'attrice e cantante russa Lydia Johnson, nel 1917 si trasferisce con la famiglia prima in Turchia e dopo in Francia, dove lavora come ballerina negli spettacoli dei genitori, sino alla fine degli anni venti, quando arriva in Italia, subito scritturata per gli spettacoli di varietà dove oltre che ballare canta e recita.
Viene notata dai fratelli De Filippo che la scritturano per i loro spettacoli, recita anche in parti drammatiche in sceneggiate napoletane. e debutta nel teatro di Rivista di qualità con Michele Galdieri Marionette che sanzioni e Disse una volta un biglietto da mille.
Prima attrice con Nino Taranto nello spettacolo Son tornate a fiorire le rose, successivamente lavora con Odoardo Spadaro, diventando una delle più richieste soubrette del periodo.
Alla fine degli anni trenta, deve cambiare il nome in quello italianizzato di Lucia D'Alberti, ancora con Nino Taranto, poi nel 1942 insieme a Totò nello spettacolo di rivista L'Orlando curioso, con un grande successo di pubblico, nel 1944 ancora con Totò e Anna Magnani, sino alla Compagnia Totò - D'Albert, curata da Remigio Paone. La rivista Giove in doppiopetto, successivamente diventata anche un film, fu occasione di un suo trionfo personale da parte del pubblico.
Sposò il popolare calciatore Attila Sallustro.

## La Rivista teatrale

Lucy D'Albert

- Divertiti stasera, di Michele Galdieri, con Pina Renzi, Franco Coop, Ermanno Roveri, Lucy D'Albert, 1940
- Orlando curioso, testo e regia di Michele Galdieri, con Totò, Lucy D'Albert, Clelia Matania, Harry Feist, Eduardo Passarelli, prima al Teatro Valle di Roma 31 ottobre 1942.
- Con un palmo di naso, testo e regia di Michele Galdieri, con Anna Magnani, Totò, Lucy D'Albert, Oreste Bilancia, Marisa Merlini, Elena Giusti, prima al Teatro Valle di Roma 26 giugno 1944.
- Imputato, alziamoci!, testo e regia di Michele Galdieri, con Totò, Lucy D'Albert, Alberto Bonucci, Vittorio Caprioli, prima a Siena 22 gennaio 1945.
- Appuntamento in palcoscenico, 1949
- Tutto fa Broadway, 1952
- Caccia al tesoro, 1953
- Giove in doppiopetto, 1954
- L'adorabile Giulio, di Garinei e Giovannini (Teatro Sistina. Roma, 23 novembre 1957)
- Chiamate Arturo 777, di Gianni Grimaldi e Bruno Corbucci, con Erminio Macario, Marisa Del Frate, Lucy D'Albert, Solvejg D'Assunta, Leo Gavero, Alfredo Rizzo, Camillo Milli, Giustino Durano, Tonino Micheluzzi, musiche Mario Bertolazzi, 1958
- Una storia in blue jeans, di Gianni Grimaldo e Bruno Corbucci, con Erminio Macario, Valeria Fabrizi, Lucy D'Albert, Carlo Campanini, Leo Gavero, musiche Riccardo Vantellini, 1960

## Filmografia
- Il suo destino, regia di Enrico Guazzoni (1938)
- La mia canzone al vento, regia di Guido Brignone  (1939)
- L'allegro fantasma, regia di Amleto Palermi (1941)
- La zia di Carlo, regia di Alfredo Guarini (1943)
- Due cuori fra le belve, regia di Giorgio Simonelli (1943)
- Arcobaleno, regia di Mark Donskoj (1944)
- In cerca di felicità, regia di Giacomo Gentilomo (1944)
- Viva la rivista!, regia di Enzo Trapani (1953)
- Sua Altezza ha detto : no!, regia di Maria Basaglia (1954)
- Giove in doppiopetto, regia di Daniele D'Anza (1954)
- L'adorabile Giulio, regia di Eros Macchi - film TV (1961)
- Una lacrima sul viso, regia di Ettore Maria Fizzarotti (1964)

## Doppiatrici italiane
- Lia Orlandini in In cerca di felicità[4]
- Renata Marini in Una lacrima sul viso[4]